# Itálie na Letních olympijských hrách 1912
Itálii na Letních olympijských hrách v roce 1912 ve švédském Stockholmu reprezentovala výprava 66 sportovců (66 mužů a 0 žen) v 8 sportech.

## Medailisté
| Medaile | Jméno | Sport                | Soutěž                     |
| ------- | --- | -------------------- | -------------------------- |
| Zlato   | Nedo Nadi | Šerm                 | Muži fleret                |
| Zlato   | Alberto Braglia | Sportovní gymnastika | Muži víceboj – jednotlivci |
| Zlato   | Pietro Bianchi Guido Boni Alberto Braglia Giuseppe Domenichelli Carlo Fregosi Alfredo Gollini Francesco Loi Luigi Maiocco Giovanni Mangiante Lorenzo Mangiante Serafino Mazzarochi Guido Romano Paolo Salvi Luciano Savorini Adolfo Tunesi Giorgio Zampori Umberto Zanolini Angelo Zorzi | Sportovní gymnastika | Družstvo mužů              |
| Stříbro | Pietro Speciale | Šerm                 | Muži fleret                |
| Bronz   | Fernando Altimani | Atletika             | Muži chůze 10 km           |
| Bronz   | Adolfo Tunesi | Sportovní gymnastika | Muži víceboj – jednotlivci |